# Palazzo Comitini
Il Palazzo Comitini o Palazzo Gravina di Comitini è un palazzo storico di Palermo, sede della Città metropolitana di Palermo.
L'edificio venne edificato tra il 1766 ed il 1781 dall'architetto Nicolò Palma per volere di Michele Gravina e Cruillas Principe di Comitini. Il Palazzo si affaccia su via Maqueda e venne realizzato su un lotto irregolare a più cortili d'impianto planimetrico quadrilatero intercomunicanti mediante passaggi porticati, che servirono a raccordare l'antico edificio cinquecentesco con l'ampliamento settecentesco segnato dalla via Maqueda. Nel 1931 venne aggiunto il terzo piano dall'ingegnere Mario Umiltà. L'edificio ritrova nella facciata la regola della simmetria nella rigorosa localizzazione dei due ingressi.
All'interno sono presenti molti stucchi e soffitti affrescati, inoltre le sue sale ospitano molte tele in particolare due quadri di Renato Guttuso, il "Paesaggio" e "Donne alla Fontana" all'interno della Sala rossa e della Sala verde. Molto interessanti i salottini alla cinese dove c'erano decine di piatti di porcellana incassati nelle pareti lignee, poi sostituiti da piatti della ceramica Florio. Altrettanto suggestiva la cosiddetta Sala Martorana, dal nome del pittore Gioacchino Martorana a cui si deve la Gloria del Principe sulla volta. Il pavimento è un fastoso maiolicato settecentesco napoletano. I camerini sono annessi a quella che era la grande alcova dei principi, oggi stanza del sindaco metropolitano.